# Washington Shirley (8e comte Ferrers)
Washington Shirley, 8e comte Ferrers (13 novembre 1760-2 octobre 1842), est un noble britannique.

## Biographie
Troisième fils de Robert Shirley (6e comte Ferrers), il fait ses études à la Westminster School. Le 19 mai 1780, il est nommé échanson dans la maison royale, mais cette sinécure est abolie le 14 novembre 1782.
Il épouse Frances (décédée le 4 mars 1812), fille du révérend William Ward et petite-fille de William Ward, le 24 juillet 1781 à Gretna Green. Ils ont un fils et deux filles :  
- Frances Shirley (23 mars 1782 - 5 février 1834), célibataire
- Robert William Shirley, vicomte Tamworth (24 août 1783 - 2 février 1830), épouse Anne Weston le 12 décembre 1821, par laquelle il a deux fils et une fille: 
  - Rosamond Anne Myrtle Shirley (25 septembre 1818-2 avril 1865), mariée à Henry Hanbury-Tracy le 19 janvier 1841
  - Washington Shirley (9e comte Ferrers) (en) (1822–1859)
  - Robert William Devereux Shirley (14 décembre 1825-4 juin 1849), militaire au 87e régiment d'infanterie
- Julia Anne Shirley (6 février 1785 - 23 novembre 1825)

Après la mort de sa première femme, Ferrers épouse Sarah Davy (décédée le 30 juin 1835) le 28 septembre 1829. Ils n'ont pas d'enfants.
Comme son neveu est mort sans descendance légitime, Washington succède à son frère aîné dans le comté en 1827. Le 13 juillet 1832, il est nommé sous-lieutenant du Leicestershire. Il est décédé à Chartley le 2 octobre 1842 à l'âge de 81 ans et est enterré à Staunton Harold.